# Kurt Pennewitz
Kurt Pennewitz (* 30. Dezember 1922) ist ein ehemaliger deutscher Fußballspieler und -trainer.

## Werdegang
Pennewitz begann seine Karriere bei der SpVgg Preußen Hameln und spielte in der Saison 1949/50 in der Oberliga Nord bei Eintracht Braunschweig. Nach insgesamt 14 Oberligaeinsätzen wechselte Pennewitz zu Arminia Bielefeld. Für die Arminia spielte Pennewitz in der Saison 1950/51 in der II. Division West und traf in 14 Spielen fünf Mal für die Bielefelder. Anschließend wechselte Pennewitz zum TSV Detmold, mit dem er am Ende der Saison 1951/52 aus der II. Division West abstieg. In 24 Spielen für die Detmolder traf er sieben Mal.
Nach seiner aktiven Karriere wurde Pennewitz Fußballtrainer. Über den 1. FC Wolfsburg kam er 1962 zum VfL Wolfsburg, wo Pennewitz bis April 1963 tätig war.